# Требужены
Требужены, Требужень (рум. Trebujeni) — село в Оргеевском районе Молдавии. Является административным центром коммуны Требужены, включающей также сёла Бутучаны и Моровая.

## География
Село расположено на высоте 83 метров над уровнем моря.

## Население
По данным переписи населения 2004 года, в селе Требужень проживает 1449 человек (714 мужчин, 735 женщин).
Этнический состав села:
| Национальность | Число жителей | Процентный состав |
| -------------- | ------------- | ----------------- |
| молдаване      | 1417          | 97,79             |
| украинцы       | 10            | 0,69              |
| румыны         | 9             | 0,62              |
| русские        | 7             | 0,48              |
| гагаузы        | 1             | 0,07              |
| болгары        | 1             | 0,07              |
| прочие         | 4             | 0,28              |
| Всего          | 1449          | 100 %             |

## Достопримечательности
- В селе расположен пансион Аллы Бензен[7].